# Tanjung Puting nationalpark
Tanjung Puting nationalpark är en nationalpark i Indonesien.  Den ligger i provinsen Kalimantan Tengah, i den västra delen av landet, 700 km nordost om huvudstaden Jakarta. Tanjung Puting nationalpark ligger 29 meter över havet.
Terrängen i Tanjung Puting nationalpark är mycket platt.
Nationalparken är främst känd för sitt bestånd av Borneoorangutanger som uppskattningsvis utgörs av 4000 exemplar. Den kännetecknas av fuktiga skogar med dipterokarpväxter som ofta översvämmas och av träskmarker. Träden i dessa områden har vanligen rötter som är utbildade som styltor. I andra delar förekommer näringsfattig jord och många växter av kannrankesläktet (Nepenthes). I nationalparken hittas även gräsmarker och jordbruksmark (cirka 10 procent av hela ytan). Regntiden i Tanjung Puting sträcker sig från november till maj.
Förutom orangutanger lever flera andra primater i nationalparken som langurer, gibboner och makaker. Skogarna erbjuder frukter under alla årstider och under vissa tider förekommer särskild många frukter. I nationalparken registrerades 218 olika fågelarter med bland annat näshornsfåglar och kungsfiskare. Här hittas även saltvattenskrokodiler (Crocodylus porosus) och falsk gavial (Tomistoma schlegelii).
Området blev 1935 ett djurreservat och 1982 fick regionen status som nationalpark. Den internationella Orangutan Foundation är delaktig i nationalparkens förvaltning, bland annat med jägmästare som patrullerar parken och med en forskningsstation.